# Operação de compra
Operação de compra ou Management buyout é uma forma de aquisição onde o quadro diretor adquire o capital da empresa e assume a sua gestão.
Nos casos em que o capital da empresa vendedora esteja disperso em bolsa, a aquisição é feita através de uma oferta pública de aquisição.
Se o capital for controlado por um conjunto restrito de acionistas, a operação só se concretiza com o seu consentimento.